# Бондаренко Сергій Григорович
Бондаренко Сергій Григорович (нар. 9 листопада 1954, смт Південний, нині м. Південне Харківської області) — український співак (баритон), соліст Київського національного академічного театру оперети. Народний артист України (2014).

## Загальні відомості
Сергій Бондаренко народився 9 листопада 1954 у селищі Південний (нині м. Південне Харківської області).
У 1979 році закінчив вокальний факультет Київської державної консерваторії ім. П. І. Чайковського (клас викладача І. Вілінської).
Працював солістом «Київського державного мюзик-холу» (1977—1979), солістом Ансамблю пісні й танцю Київського військового округу (1979—1981), солістом Чоловічої хорової капели України ім. Л. М. Ревуцького (1981—1987), солістом «Київконцерту».
У 1977 успішно виступив на Міжнародному фестивалі «Золота осінь» (Братислава), у 1982 став лауреатом 5-го Республіканського фестивалю «Молоді голоси» (Запоріжжя, 1982, Перша премія), у 1985 році став лауреатом XII Всесвітнього фестивалю молоді та студентів у Москві.
У Київському національному академічному театрі оперети працює з 1987 року.
Заслужений артист Української РСР (1985). Народний артист України (з 17 грудня 2014).

## Ролі
- Едвін, Феррі («Сільва» І. Кальмана)
- Генріх, Князь Орловський («Кажан» Й.Штрауса)
- Граф Данило, Барон Зетта («Весела вдова» Ф. Легара)
- Тасілло («Маріца» І. Кальмана)
- Генрі Хіггінс («Моя чарівна леді» Ф. Лоу)
- Омонай, Карнеро («Циганський барон» Й. Штрауса)
- Поргі («Поргі та Бесс» Дж. Гершвіна)
- Максим Балле («Кло-Кло» Ф. Легара)
- Мешем («Склянка води» О. Журбіна)
- Граф Потоцький («Софія Потоцька» О. Костіна)
- Шуфлєрі («Звана вечеря з італійцями» Ж. Оффенбаха)
- Барон («Містер Ікс» І. Кальмана)
- Ведучий, Льоша («Таке єврейське щастя» І. Поклада)
- Афанасій Іванович («Сорочинський ярмарок» О. Рябова)
- Хедленд («Бал у Савойї» П. Абрахама)
- Другий гангстер («Цілуй мене, Кет!» К. Портера)
- Полковник («Мадемуазель Нітуш» Ф. Ерве)
- Ломбарді («Труффальдіно із Бергамо» О. Колкера).

## Нагороди
- Почесна грамота Верховної Ради України
- Медаль «Захиснику Вітчизни»
- Орден Святого Рівноапостольного князя Володимира Великого III-го ступеня (УПЦ КП)